# Encyclia bocourtii
Encyclia bocourtii (Encyclia del idioma griego - enkykleoma "circular"; bocourtii - ) u orquídea mariposa es una especie botánica de planta con flor en la familia de las órquídeas, subfamilia Epidendroideae
Nativa de Florida e islas cercanas, incluyendo Cuba y Bahamas Es una epífita comúnmente hallada en manglares, es una especie protegida y su recolección en silvestre está prohibida.

## Descripción
Crece de pseudobulbos verdes o grises de 7 cm; follaje angosto de 16 cm x 2 cm. Las plantas madura producen una inflorescencia ramada, con varias flores alternas, con sépalos verde a bronce, y pétalos rodeando un labio blanco con un punto púrpura. De 2,5 cm de diámetro, fragantes. Presenta muchas variaciones de color y marcas; se producen hibridaciones naturales en el ambiente.